# 雅虎助手
雅虎助手是一系列由中国北京3721科技有限公司編寫的软件（其最知名的作者是现任奇虎公司董事长，后360安全卫士创始人周鸿祎），因其有大量恶意行为，被认为是電腦病毒、惡意軟件或流氓软件，包括了以下幾個軟件：網絡實名、上網助手（「3721上网助手」，雅虎收购后改名爲「雅虎助手」）、搜索助手等。
這些軟件外表上属于Internet Explorer浏览器的ActiveX插件，但其實在背後會監視安裝者的上網習慣。加上它們經常與其他軟件一起綑綁安裝，而且难以完全卸载，因此，這些軟件被普遍认为是间谍程序（Spyware）：例如在Windows Defender中，雅虎助手即被认为是“Cnsmin”间谍软件。這主要是因為這些軟件的主程式，其實都放在一個名為「cnsmin.dll」的檔案中。
2009年1月4日，3721網站已經無法訪問，並由雅虎中國公關總監王彤證實，雅虎中國已放棄發展3721和雅虎助手的業務發展，意味著3721已「壽終正寢」。

## 发放方式
前期的3721上网助手采用官方站点安装和全球通用的OEM的形式发放（也并无现在的3721的捆绑“病毒”的做法）。但这种做法并未引起网民注意，所以3721公司面对中低端网民的需求，转而采用了微软公司的ActiveX浏览器插件技术，也在一些软件（譬如网络传送带）的安装程序中采用捆绑推荐甚至强制安装，此举使3721上网助手的普及率和安装量大大提高。但自2003－2004年发布的新版本开始，由于其强行捆绑（甚至据称会在IE瀏覽某些網站時自动下载，尽管在安装时一般会弹出对话框提示要安装3721，但一般用户常常以随手单击确定的方式安装）而广为用户诟病。雅虎声称其在2005年终止了这一做法，在安装之前会提示请求用户同意。

## 功能与实际效果
軟件聲称可以修复IE、安全防护、清理痕迹、广告拦截。

### 广告过滤
关闭Windows XP SP2本身的广告拦截功能，用测试页面测试之后，27项测试中未通过的有15项、18种，过滤失败的项目占整体的55%，过滤失败的种类占整体的66%。
而Windows XP SP2本身的广告拦截的效果和Maxthon的广告拦截的效果则截然不同。

### 强行“赠送”URL列表
安装上网助手后会在地址栏中加入许多URL列表，包括大量的成人信息和图片网站地址。

## 卸载問題
由于卸载3721程序繁瑣，而且其会消耗一部分系统资源（具体表现在会自动检测其所调用的文件是否存在，如果没有就重新复制，亦因此导致一些反间谍软件无法完全清除，产生死循环），安装以后使自己的程序以极高的权限在计算机中运行，不惜消耗计算机资源，使用了大量的技术手段来防止自己被删除，因此被北京市网络行业协会列为2005年度中国10大流氓软件之首。
3721亦會造成安全問題。它本身容易成為流氓軟件攻擊的目標，並透過它來感染電腦。在2006年10月中發作的電腦木馬程式病毒Looked.AP已經知道會利用這個漏洞。這一種病毒曾在香港引起很多公司及學校的保安危機，亦令中國大陸多個城市的機場系統癱瘓。

## 相關內容

### 報導
- 搜狐 > IT频道 > 互联网 > 国内互联网 > 雅虎：网络实名未受合作终止影响 （页面存档备份，存于）

### 網上討論
- 酷！學園 首頁 -> 系統安全討論版 ->（整理）「3721網路實名」相關資訊 （页面存档备份，存于）